# Combo Camagüey
Combo Camagüey fue un grupo de música tropical uruguayo. Surgió en la década de 1960 y existió hasta la década de 1990.
La orquesta era dirigida por Armando Bia. Los vocalistas principales fueron Jorge Vallejo y Santiago “Chileno” Salas. Otros integrantes fueron “Paqui” Vignole, Alexis Buenseñor, Juan Verrone, Neldo Castro, Rodolfo Martínez y Victor Morín.
Fue una de las orquestas más importantes en la historia de la música tropical en su país. Tuvo gran popularidad principalmente en las décadas de 1960 y 1970. En 1977 su álbum For export recibió la distinción de ser el disco más vendido del año en su país.
En la década de 1990 con el éxito logrado por Karibe con K, hubo un cambio en el estilo de la música tropical uruguaya, lo que generó que grandes orquestas históricas desaparecieran, entre ellas Combo Camagüey.

## Discografía
Además de los LP del grupo, participaron en multitud de compilados de música tropical. Parte de su discografía es la siguiente.
- Esto es el Combo Camagüey (1965, Clave)
- Vol. 2 (1966, Clave)
- Si preguntan por mí (1968, Clave)
- Para todos (a mis hermanos) (1971, Clave)
- Todo será mejor (1972, Clave)
- Los alegres chicos (1974, Clave)
- Punto y coma... en serio y en broma... (1975, Clave)
- For Export (1976, (Macondo)
- Opus 9 (1977, Macondo)
- Personal (1978, Macondo)
- El duelo (junto a Sonora Borinquen) (1979, Macondo)
- Encuentros cercanos con 9 tipos (1979, Sondor)
- For Export Vol.2 (1979, Sondor)
- El duelo (junto a Sonora Borinquen) Reedición (1980, Sondor)
- Avalancha (1980, Sondor)
- Hechicera (1981, Sondor)
- La Diferencia (1981, Sondor)
- En la Tierra de... (1982, Sondor)
- A Toda Máquina (1984, Sondor)
- Olvida tus penas (1987, Orfeo)
- Cinturón negro en sabor (1988, Orfeo)
- Internacional (1989, Orfeo)
- Como siempre (1989, Orfeo)
- Si yo tuviera un palacio (1990, Orfeo)
- Con sabor a café (1991, Orfeo)
- La banda que manda (1992, Orfeo)
- Amor de primavera (1992, Orfeo)
- La salsa grande (1993, Orfeo)
- Por siempre Armando (1994, Orfeo)
- Ayer y hoy (1995, Orfeo)